# کوارس‌گولد (کالیفرنیا)
کوارس‌گولد (به انگلیسی: Coarsegold) یک منطقهٔ مسکونی در ایالات متحده آمریکا است که در شهرستان مادرا، کالیفرنیا واقع شده‌است. کوارس‌گولد ۲۸٫۴۵۹ کیلومتر مربع مساحت و ۱٬۸۴۰ نفر جمعیت دارد و ۶۷۶ متر بالاتر از سطح دریا واقع شده‌است.